# Школа № 630 (Москва)
Школа № 630 — средняя общеобразовательная школа, расположенная в Донском районе Южного административного округа города Москвы. Полное наименование — Государственное бюджетное общеобразовательное учреждение города Москвы «Школа № 630 имени дважды Героя Советского Союза Г. П. Кравченко».
Первая в СССР школа продлённого дня.

## История
Ранее называлась интернатом № 33 с дневным пребыванием детей. В 1955 году в ней были открыты 13 групп продлённого дня. 2 октября 1958 года совет министров РСФСР одобрил предложение Мосгорисполкома об организации, в порядке опыта, на базе средней школы номер 630 Москворецкого района города Москвы школы-интерната с дневным пребыванием детей. В то время школа находилась в другом здании и располагалась на противоположной стороне Варшавского шоссе.

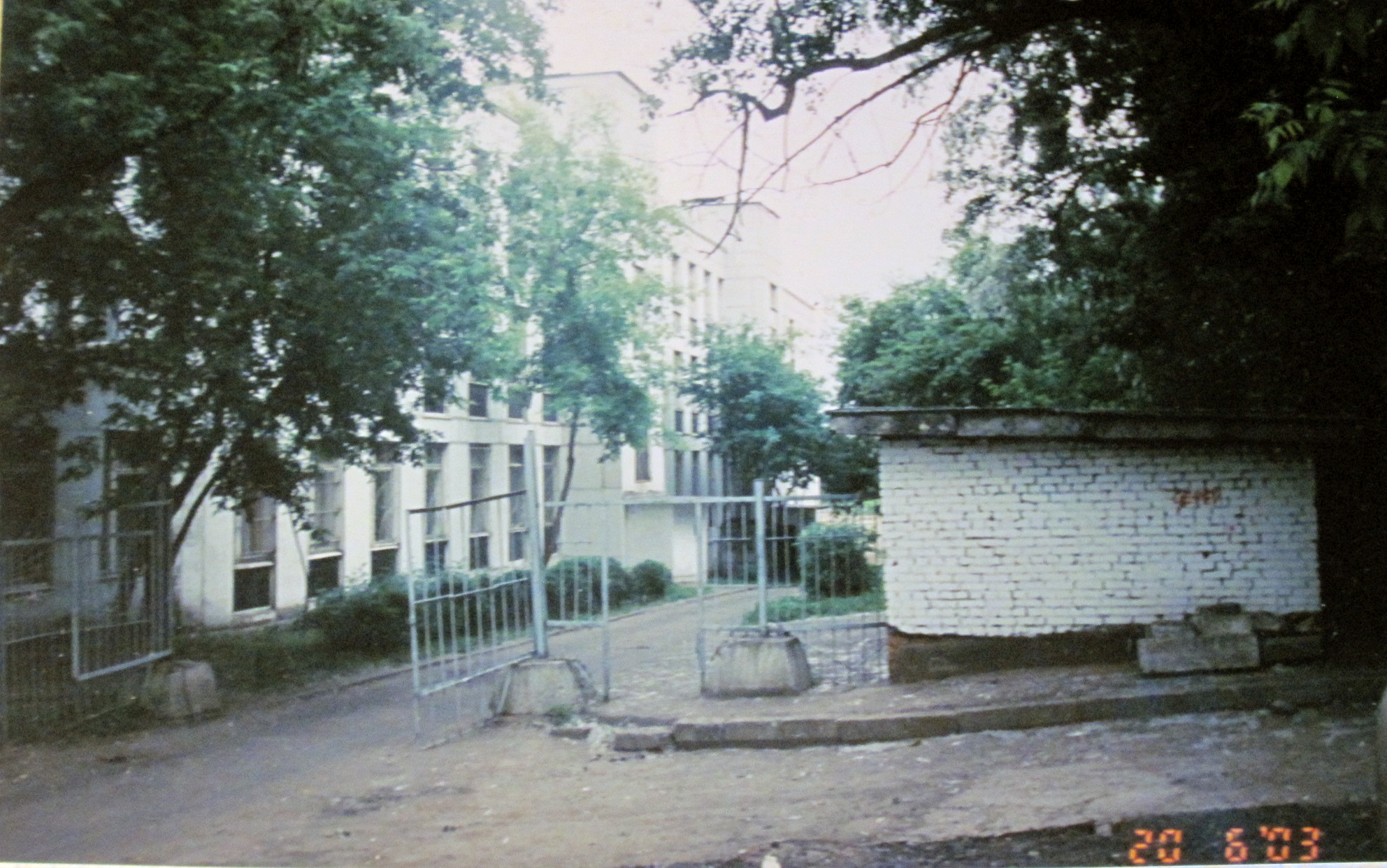
Школа 630 в 2003 году

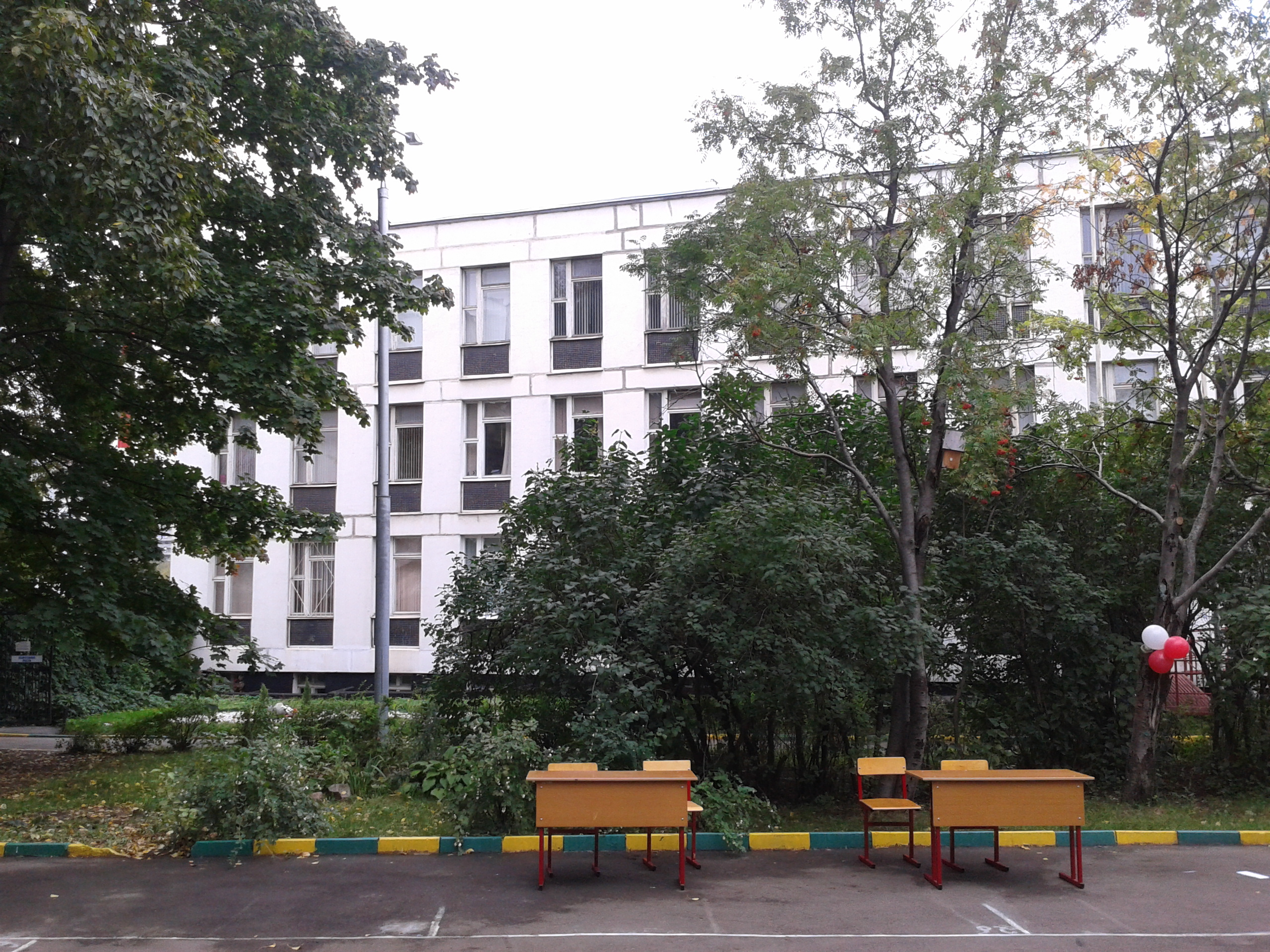
Школа 630 в 2013 году

С конца 1950-х годов в школе действуют производственные мастерские, где дети обучаются труду.
В 1964—1967 годах это была школа с педагогическим уклоном: готовила старших пионервожатых. Ученики 10-х классов проходили педагогическую практику в школах г. Москвы. Выпускники вместе с Аттестатом зрелости получали свидетельство, дающее право после окончания школы работать старшими пионервожатыми, что было важно в тот период времени.
Современное здание школы построено в 1969 году по индивидуальному проекту, согласованному с первым директором школы — Карклиной Светланой Эдуардовной. Глухой торец второго корпуса школы со стороны Варшавского шоссе украсило огромное мозаичное панно работы Юрия Королёва. Мозаика «Космос», созданная в 1965—1969 годах, изображает космонавта, идущего в невесомости со звездой в руках.
В 2003 году было проведено благоустройство школьного двора.
В 2008 году присвоен статус «Школа здоровья».
В 2014 году школа реорганизована в форме присоединения к нему Государственного бюджетного образовательного учреждения города Москвы средней общеобразовательной школы с углубленным изучением иностранного языка № 1263, Государственного бюджетного образовательного учреждения города Москвы средней общеобразовательной школы № 566, Государственного бюджетного образовательного учреждения города Москвы детского сада № 2241, Государственного бюджетного образовательного учреждения города Москвы детского сада № 245, Государственного бюджетного образовательного учреждения города Москвы детского сада № 364, Государственного бюджетного образовательного учреждения города Москвы детского сада № 1588.
В 2014 году переименована в Государственное бюджетное общеобразовательное учреждение города Москвы «Школа № 630 „Лингвистический центр“».
В 2016 году Государственному бюджетному общеобразовательному учреждению города Москвы «Школа № 630 „Лингвистический центр“» присвоено имя дважды Героя Советского Союза Г. П. Кравченко.

## Директора школы
- Афанасий Кириллович Киселёв;
- Карклина Светлана Эдуардовна — Отличник Народного образования РСФСР, первый директор (1959—1980 гг.);
- Соболева Евгения Николаевна — Отличник Народного просвещения РСФСР (1981—1982 гг.);
- Кулебякина Галина Николаевна — Отличник Народного просвещения РСФСР (1983—2008 гг.);
- Картышова Марина Сергеевна — Почётный работник общего образования РФ (с 2008 г.).

## Описание
Пятидневная рабочая неделя. Учебный процесс организован по триместрам по системе 5/6 учебных недель + 1 неделя каникул.
Школа имеет 10 зданий:
1. г. Москва, Варшавское шоссе, д. 12;
2. г. Москва, Загородное ш., д. 8А;
3. г. Москва, Ленинский просп., д. 18А;
4. г. Москва, ул. Орджоникидзе, д. 6, корп. 3;
5. г. Москва, 2-й Верхний Михайловский пр., д. 4;
6. г. Москва, Загородное ш., д. 6, корп. 6;
7. г. Москва, Севастопольский просп., д. 3А;
8. г. Москва, ул. Мытная, д. 50;
9. г. Москва, ул. Хавская, д. 15.
10. г. Москва, 5-й Рощинский проезд, д. 4

Здание № 1 является головным. После постройки к 1980 году на территории стадиона «Труд» Дворца водного спорта, школа № 630 стала сотрудничать с Дворцом и самим стадионом. Учащиеся школы получили возможность заниматься в бассейне, уроки физкультуры проходили на стадионе. В школе были созданы специальные спортивные классы. После перехода стадиона в частные руки доступ школьников на территорию стадиона и к спортивным объектам был прекращён.
В настоящее время в школе работают 40 квалифицированных учителей, 3 социальных педагога, заведующая библиотекой.